# Amy Jönsson Raaholt
Amy Jönsson Raaholt (* 8. Juni 1967 in Göteborg als Amy Jönsson) ist eine ehemalige norwegische Tennisspielerin.

## Karriere
Ihr bestes Ergebnis auf der WTA Tour erreichte 1987 in Båstad mit dem Viertelfinale. Ihre einzige Grand-Slam-Teilnahme hatte sie bei den Australian Open 1988, wo sie im Einzel in der ersten Runde Steffi Graf unterlag. Im Doppel erreichte sie die zweite Runde.
Zwischen 1985 und 1995 spielte sie 49 Partien für die norwegische Fed-Cup-Mannschaft, wovon sie 30 gewann.

## Persönliches
Ihre Tochter Andrea Raaholt ist ebenfalls Tennisprofi.